# 松本詩乃
松本 詩乃（まつもと しの、1999年3月7日 - ）は、東京都出身の女子競輪選手。日本競輪選手会東京支部所属、ホームバンクは立川競輪場。日本競輪選手養成所第122期生。師匠は山崎充央（79期）。

## 経歴
中学校時代にはバスケットボール、高校から自転車競技を始めた。日本体育大学へ進学後、2019年全日本大学対抗選手権自転車競技大会スプリント優勝、全日本大学自転車競技大会スプリント優勝を果たした。
2021年1月14日、日本競輪選手養成所第122回技能試験に合格。在所競走成績は6位（8勝）。
2022年4月30日、松戸競輪場でデビューし4着。初勝利は同年5月7日の松山競輪場で挙げた。
2024年4月28日、久留米FII（ナイター、第2回オールガールズクラシックでのアンダーカード）で初優勝。